# Liste der Monuments historiques in Blagny-sur-Vingeanne
Die Liste der Monuments historiques in Blagny-sur-Vingeanne führt die Monuments historiques in der französischen Gemeinde Blagny-sur-Vingeanne auf.

## Liste der Immobilien
| Bezeichnung                     | Beschreibung                                                                        | Standort              | Kennzeichnung | Schutzstatus | Datum | Bild           |
| ------------------------------- | ----------------------------------------------------------------------------------- | --------------------- | ------------- | ------------ | ----- | -------------- |
| Château de Blagny-sur-Vingeanne | aus der ersten Hälfte des 18. Jahrhunderts; mit Wirtschaftsgebäuden und Einfriedung | Rue du Château (Lage) | PA00112143    | Classé       | 1988  | weitere Bilder |